# Legierungszuschlag
Unter dem Legierungszuschlag (LZ) versteht man den Bestandteil des Verkaufspreises, der neben dem Grundpreis von Stahlproduzenten und -händlern bei Edelstahl erhoben wird. Er wird monatlich neu festgelegt und ist für den gesamten Monat gültig.
Die Höhe des Legierungszuschlages ist abhängig von der Preisentwicklung der den Edelstählen zugesetzten Legierungselemente Chrom, Nickel, Titan, Molybdän und Niob an der London Metal Exchange. Diese Rohstoffe werden in US-Dollar gehandelt, weshalb auch der Devisenkurs EUR/US-$ in die Berechnung mit einfließt.
Weil die Legierungselemente und -mengen bei den verschiedenen Edelstählen variieren, wird für jeden Werkstoff (Werkstoffnummern 1.4xxx) ein eigener Legierungszuschlag berechnet. Zusätzlich erfolgt noch eine Unterscheidung nach Produkten (z. B. Rohre, Bleche).
Während bei der Berechnung des Legierungszuschlages früher die Preisentwicklung der Legierungselemente der vergangenen drei Monate berücksichtigt wurde, wird aufgrund der extrem stark gestiegenen Rohstoffpreise seit 1. Oktober 2007 nur noch die Preisentwicklung des Vormonats berücksichtigt. Dadurch folgt der LZ schneller als früher der Preisentwicklung. Preisspitzen und -täler der Rohstoffpreise werden nicht mehr so stark geglättet wie zuvor.